# Hugo Rocha
Pour les articles homonymes, voir Rocha.
Hugo Rocha, né le 13 avril 1972 à Oslo, est un marin portugais.

## Carrière
Il remporte une médaille de bronze  dans la Classe 470 aux Jeux olympiques d'été de 1996 à Atlanta, en collaboration avec Nuno Barreto.